# 毛里求斯绣眼鸟
毛里求斯绣眼鸟（学名：Zosterops chloronothos，有时被误拼写为Zosterops chloronothus） 是一种绣眼鸟科绣眼鸟属的鸟类，十分稀少，已被认定为极危物种；为毛里求斯特有的两种绣眼鸟之一，另一种是毛岛灰绣眼鸟。其上体呈灰色，背部为暗橄榄绿色，下体则为奶油色，具有明显的白色眼圈，喙细长而弯曲，是一种极其特化的食蜜型鸟类。

## 分类
1817年，法国鸟类学家路易·皮埃尔·维埃约首次描述了毛里求斯绣眼鸟，称其为Zosterops chloronothos。毛里求斯绣眼鸟属于某个古老的印度洋绣眼鸟谱系，相比于来自于非洲的物种，这些来自亚洲鸟类先一步在毛里求斯定殖。在缺乏食蜜竞争者的情况下，毛里求斯绣眼鸟进化出了所有绣眼鸟中最长的喙，成为绣眼鸟属中最特化的食蜜鸟类；基于该特化的形态学特征，有观点认为毛里求斯绣眼鸟在毛岛灰绣眼鸟之前就在马斯克林群岛定殖。这种双重定殖导致不同种绣眼鸟共生共存，这在自然界中是及其罕见的，因而毛里求斯绣眼鸟在EDGE（具有独特进化意义的全球濒危动物）鸟类物种名单中位列前10%。这种鸟常被认为与橄榄绣眼鸟同种，但二者在鸣声和发声行为方面存在很大差异。

## 描述
这种鸟体长约10厘米，体重7.5—9克，翼长约52.8毫米，尾长31.7毫米，尾巴较短，这并不太常见。头部和上体为灰色，背部为暗橄榄绿色，下体颜色较浅，腹部呈奶油色，尾下覆为黄色，侧面带有淡粉红色，具明显的白色眼圈；虹膜呈深褐色，喙深棕色，跗跖为粉红色；喙细长且弯曲，最长可达到17毫米。雄鸟和雌鸟，幼鸟和成鸟均比较相似。

## 分布与生境
毛里求斯绣眼鸟是毛里求斯的特有种。栖息于300米以上潮湿的高地原生林中，常在15至20米的树冠层；但自1975年以来，该物种的核心分布区快速缩小，已经从一些外围地点（塔马兰瀑布、蒙韦尔（Monvert）等地）消失，核心区域面积减少了50%。目前仅栖息地于黑河谷国家公园、马查贝-贝隆布尔生物圈保护区（Macchabée-Bel Ombre Biosphere Reserve）内的常绿灌木丛和森林，以及艾格雷特岛（经重新引入）。

## 习性
毛里求斯绣眼鸟具有一定的领地性，面对同类或毛岛灰绣眼鸟时，会积极捍卫其偏好的蜜源或筑巢地点，且有可能在繁殖后继续沿用原有领地。毛里求斯绣眼鸟的行为与绝大多数绣眼鸟不同，喜欢快速的直线飞行、突然鸣叫和在树冠中追逐。在繁殖期间，毛里求斯绣眼鸟夫妻会频繁地相互理羽。

### 食性
其食物主要包括花蜜和昆虫，也可能以红厚壳属Calophyllum eputamen的汁液为食。其蜜源植物多达40余种，其中包括本地的Sideroxylon puberulum的和引入的美花红千层等，曾长途跋涉去寻找多产的花朵；昆虫则主要捕食蜻蜓、甲虫等，常在树冠叶片、树皮、树枝、草本层、灌木、幼树和倒下的枝干，以及花序中搜寻昆虫。这种鸟很少悬停，但其不断觅食的方式与太阳鸟科的物种很相似。

### 繁殖
毛里求斯绣眼鸟的繁殖期在9月11月间，一夫一妻制，多窝繁殖，且有孵卵斑现象。在隐蔽的树叶间用叶脉筑杯型巢，外部覆盖蜘蛛网，内部用纤维、动物毛发和羽毛铺垫，巢外部宽63.4毫米，长80.3毫米，深65.4毫米，内深47.1毫米，通常置于距地面2—10米高的树杈上。其活动范围较大而领地较小，一次产两到三枚淡蓝色的卵。雌性和雄性共同承担孵化任务，孵化期为12至13天；雏鸟离巢期为14天，离巢后也会继续依赖亲鸟达两个月；幼鸟在巢时，成鸟会在巢穴周围假装受伤，以吸引注意力。筑巢成功率很低，仅有7—17%，且通常只有一只幼鸟能够成活，若没有来自其他种群的补充，种群将急剧下降至灭绝；艾格雷特岛上成活率较高，每次筑巢能抚育一到三只幼鸟。

### 鸣声
鸣叫联络声为带有金属感的“plik-plik”；在采集花蜜时会发出“pit”声，而捕食昆虫时则保持安静；此外其飞行叫声、敌对叫声和栖息叫声均不同。鸣唱声短而快速，不太明显，由婉转的音节和具有特征的颤音交织而成，可持续数分钟；但通常留尼汪灰绣眼鸟的鸣唱简短得多，类似于岩鹨；雄性的鸣唱十分杂乱，还包含效鸣，这样的鸣唱可能在繁殖和领地占领中起到一些作用，也可以以此区分雌雄。

## 威胁
毛里求斯绣眼鸟最初被IUCN认定的为濒危，随后在2003年由国际鸟盟提升为极危物种。这种鸟是毛里求斯最珍稀的鸟类之一，仅在25平方千米的区域内栖息，运动迅速、颜色不显眼，不移动时格外安静，导致很难观测到。其主要生存威胁是引入的黑鼠、食蟹猕猴、灰獴，以及本地的毛里求斯短脚鹎和外来的红耳鹎，鸟巢会被他们捣毁；在短短27年内，该物种的种群数量急剧下降。1975年时，毛里求斯绣眼鸟在岛北部和东部均有分布，约有350对；1993年便减少到只有200对；2002年继续下降至93-148对；2012年预估只有80对，活动范围也局限在仅25平方千米内。造成其稀有的另一个原因是毛里求斯绣眼鸟在进化中已与岛上几种特有花卉的花蜜密切相关。引入的外来植物竞争减少了这些花卉的数量，从而导致该鸟类的数量严重下降。目前，毛里求斯野生动物基金会（MWF）正在对所有已发现的巢穴进行监测。

## 保护措施
有数个组织长久致力于保护毛里求斯绣眼鸟，但其中毛里求斯野生动物基金会的影响最为显著。2005年时，基金会启动了一项恢复项目，其目标是在无鼠岛自然保护区——艾格雷特岛建立一个次种群，并在黑河谷国家公园监测残余的次种群，控制老鼠的数量（如通过陷阱捕捉黑鼠）并增加对该物种行为和繁殖生物学的了解。2005年到2009年间，他们对野生种群进行了监测、尝试对巢穴掠食者进行控制、野生巢穴的救援、后代的人工孵化和人工饲养，并将鸟类试放至艾格雷特岛，使其在岛上繁衍。目前放生和巢穴抢救活动已经停止。研究人员已经开展了深入的研究，以增进对该物种及其当前面临威胁的了解，并探索可能的长期管理技术。
2015年3月，艾格雷特岛上的毛里求斯绣眼鸟的数量为46只。

## 图集

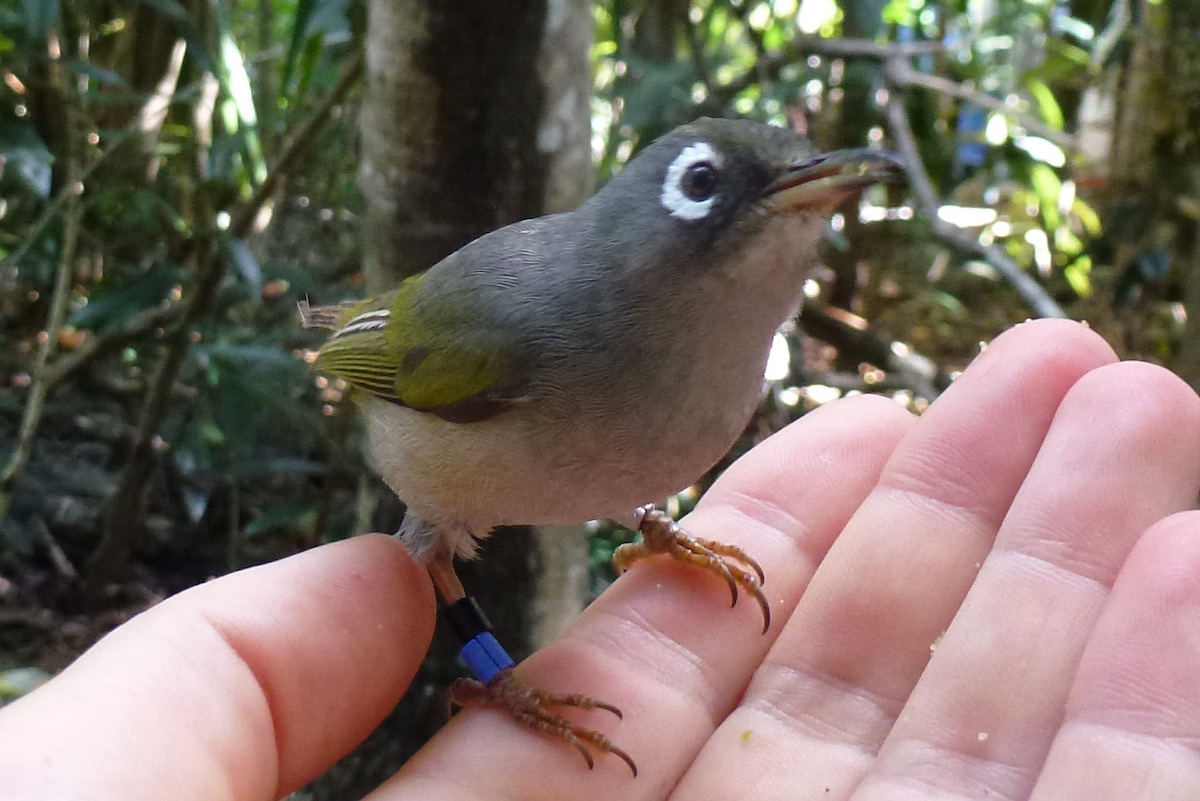
拿在手上的雄性
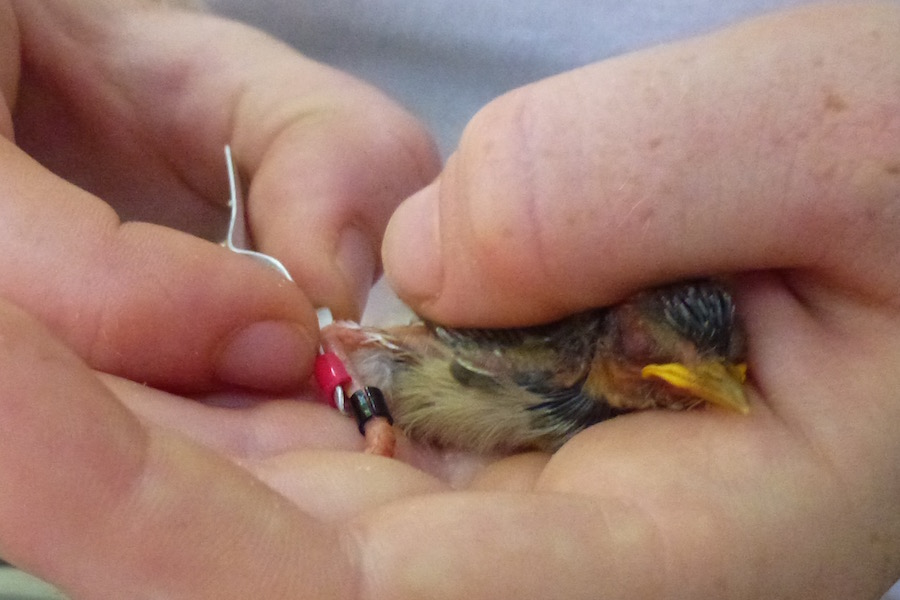
给雏鸟上具有监测程序的环志
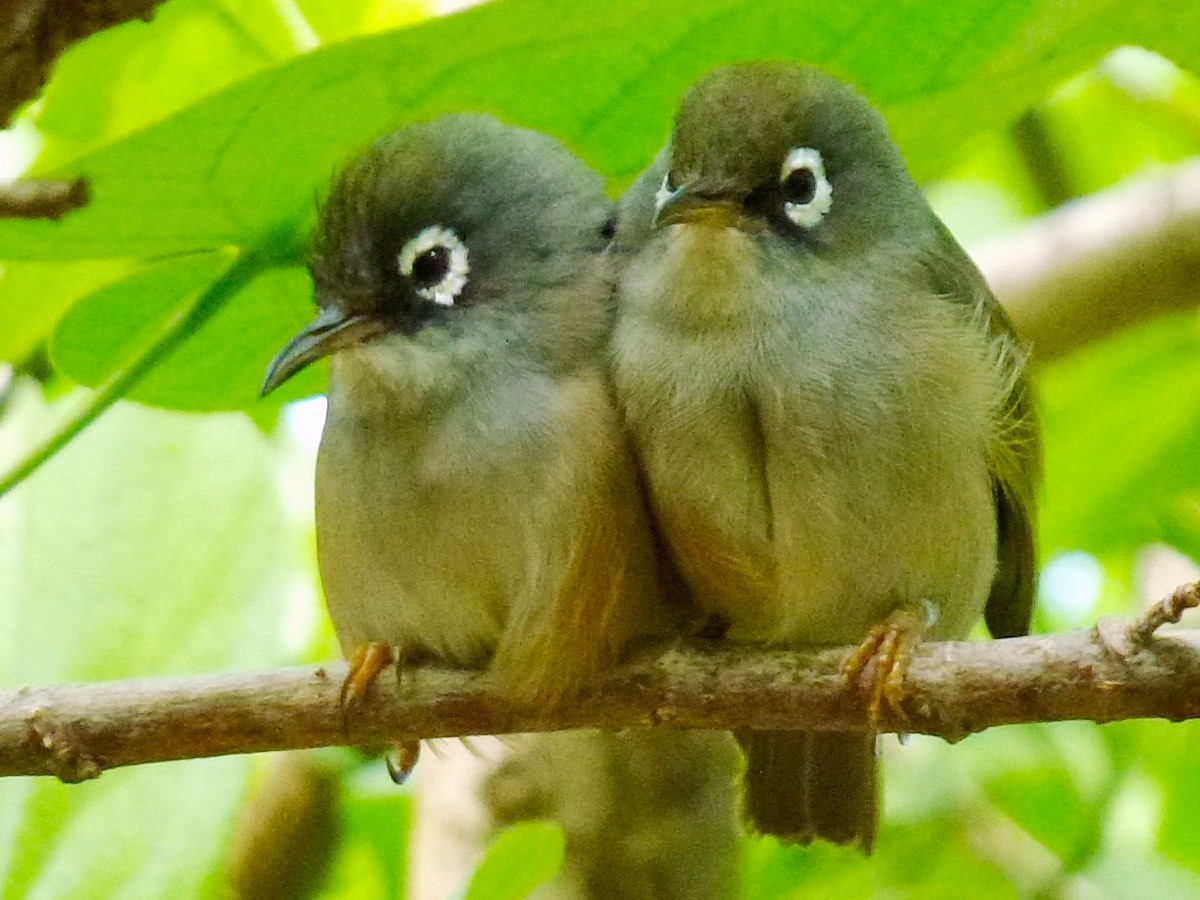
配偶
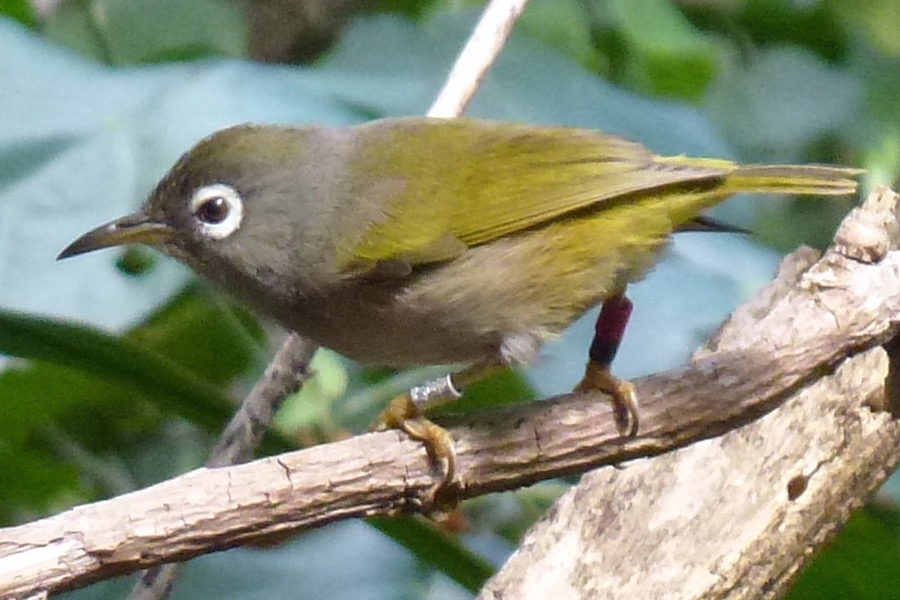
幼鸟